# Акватлон
Акватлон – це різновид багатоборства, що складається з бігу та плавання. Учасники змагань запливають, після чого одразу біжать. Спортсмени змагаються в тому, хто якнайшвидше подолає загальну дистанцію, при цьому час переходу між дисциплінами враховується у загальний час.
Акватлон є одним із тих видів перегонів на витривалість, які здобули популярність у другій половині двадцятого століття завдяки тріатлону та іншим різноманітним незалежним перегонам. Сучасний акватлон розглядають як підвид тріатлону, оскільки стандартні забіги охоплюють ті самі дистанції, що й у тріатлоні, але без велосипедного етапу. Цей вид спорту, як і тріатлон, регулюється Міжнародним союзом тріатлону, який щороку організовує Чемпіонати світу.

## Історія
Конкретну дату виникнення акватлону важко назвати, адже він є поєднанням плавання та бігу, а вони мають давнє походження. Сучасне ж коріння акватлону можна простежити до перегонів рятувальників в Австралії в 1950-х роках. Ті перегони складалися з забігу вздовж морського узбережжя, запливу в відкритому морі до буя і назад, виходу з води та бігу назад вздовж пляжу. До 1960-х років ця ідея поширилася до Каліфорнії у Сполучених Штатах, ставши популярним видом спорту серед бігунів та плавців.  Організатори USA Triathlon стверджують, що першим змаганням з акватлону в Сполучених Штатах були Dave Pain Birthday Biathlon - змагання з біатлону (тодішньої назви акватлону) на честь дня народження Дейва Пейна, людини, що стояла у витоків змагань в категорії 35+. Цей захід складався зі змагань з бігу та плавання і був уперше проведений у Сан-Дієго в 1971 році. 

## Огляд
Загалом дистанції в акватлоні відповідають дистанціям тріатлону, хоча й мають певні відмінності. Здебільшого змагання проходять на відкритій воді, але є й деякі спринти/суперспринти в басейні.
Стандартна дистанція "теплої води" у змаганнях під егідою ITU становить 2,5 км бігу, 1000 м плавання і 2,5 км бігу. Прикметно, що у разі, коли номінальна температура води нижче 22°C, то заплив на 1000 м має бути обов'язково в гідрокостюмі, а два забіги заміняються одним на  5 км. Дальня дистанція – це 2000 м плавання й 10 км бігу. Якщо ж номінальна температура води низька (близько 16°C), то дистанцію може бути зменшено, якщо не скасовано. 
Різні національні федерації мають власні правила щодо дистанції та температури, зазвичай пов'язані з акліматизацією національних спортсменів. Наприклад, ісландці тренуватимуться/змагатимуться навіть при 10-градусній температурі, тоді як мінімальна температура в Британській федерації тріатлону становить 12°С.
Змагання з акватлону найбільше подібні до змагань з тріатлону з тією різницею, що в акватлоні відстуній етап велоперегонів: велосипед додає додаткової складності як спортсменам, так і організаторам перегонів:
- Велосипеди необхідно транспортувати до місця проведення змагань, що може бути логістично обтяжливим для спортсменів, особливо на міжнародних змаганнях.
- Організатор перегонів має обрати таку трасу, щоб вона залишала місце для велосипедного етапу, а це може потягти за собою перекриття доріг.
- Без велосипедів, змагання можна проводити неформально на місцевих озерах.

Сучасне п'ятиборство подібне до акватлону тим, що обидва види спорту включають плавання та біг. Менше з тим, плавання та біг по перетятій місцевості – це лише два з п'яти видів спорту, що складають сучасне п'ятиборство, тож вони проводяться як окремі, не суміжні змагання. У п'ятиборстві також використовується термін біатл для позначення (тренувальних) змагань, що включають плавання та біг. Однак вони містять дистанції, що випливають із змагань у п'ятиборстві, наприклад, 200 м плавання й 3 км бігу.
Ще один вид спорту, що походить від тріатлону, — це дуатлон, який поєднує велоспорт та біг, але не включає плавання.

## Події
Чемпіонат світу з акватлону проводиться щорічно з 1998 року.